# Franz Michael Ronge
Franz Michael Ronge (* 21. Juli 1853 in Winsdorf; † 16. Januar 1925 in München) war ein deutscher Maler des kirchlichen Späthistorismus.

## Leben

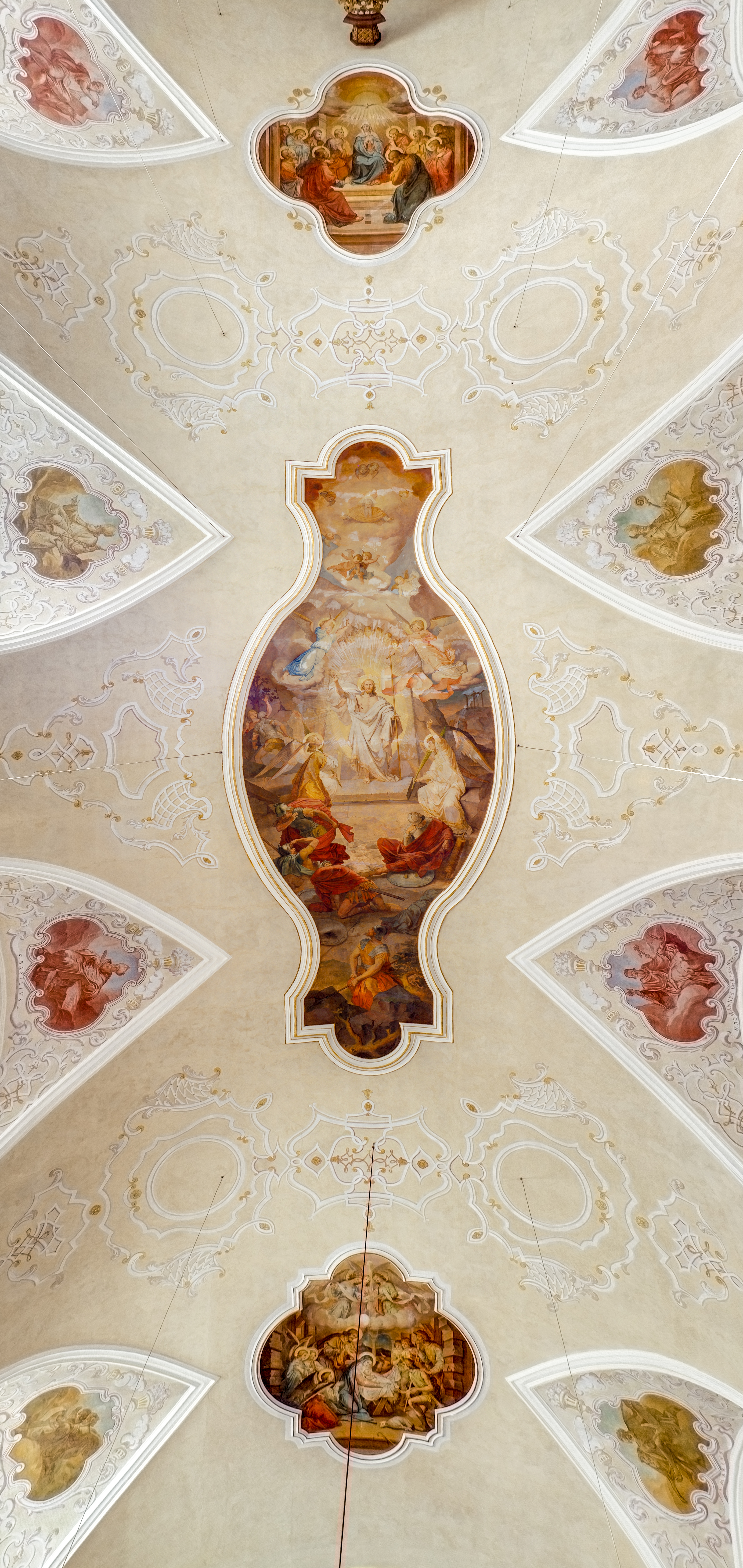
Deckenbilder aus dem Jahr 1888 in St. Bonifatius, Weißenohe

Ronge wurde 1853 als Sohn des Ökonomen und Landwirts Franz Ronge und dessen Ehefrau Margarethe Jockisch, geb. Beck, geboren. Ronge begann schon als Kind intensiv zu zeichnen und zu malen, durfte aber den Beruf des Kunstmalers nicht ergreifen, weil der Vater dagegen war. Auf Vermittlung des Pfarrers durfte der Junge eine Lehre bei einem Malermeister aus Neustadt machen. Nach Beendigung der Lehre ging Ronge nach Paris und nach Italien und schrieb sich im Oktober 1874 in die Antikenklasse an der Kunstakademie München ein.
Ronges Spur verliert sich und erst 1881 wird sein Name im Zusammenhang mit dem Atelier für Kirche Kunst der Gebrüder Goß in Stadtamhof genannt. Wahrscheinlich half Ronge bei der Brandsanierung und Ausmalung des Salzburger Doms und der Bergkirche Laudenbach. Zwar sind als Maler die Gebrüder Goß genannt, die Ausführung wird jedoch klar Ronge zugeschrieben. Im Jahr 1884 schuf Ronge einen Kreuzweg für Dingolfing und 1886 ein Bild für die Stiftskirche zur Alten Kapelle in Regensburg. In diese Zeit fällt auch die Schaffung der Gemälde für einen der drei neugotischen Seitenaltäre des Freiburger Münsters, 1887 folgte die Ausmalung des Ordensstifter-Altars, vier Jahre später der Marienaltar.
Am 16. April 1891 heiratete Ronge in Regensburg die Seifensiedertochter Maria Scherl. Das Paar bekam die Töchter Sophie (* 1892) und Mathilde (* 1896) und 1894 den Sohn Franz. Im Jahr 1909 verließ die Familie Regensburg und ließ sich in München nieder, wo Ronge 1915  das Heimatrecht und ein Jahr später das Bürgerrecht erhielt. Belegt sind für diese Zeit eine Arbeit in der Herz-Jesu-Kirche in Winnweiler, für die Ronge das Gemälde im Hochaltar schuf und ein Gemälde für die Kirche im ostpreußischen Bischofsburg.
Um 1895 lernte Ronge den Mainzer Dombaumeister und Architekten Ludwig Becker kennen, der zahlreiche Kirchen in Rheinland-Pfalz und dem Saarland errichtete. Becker schätzte Ronge als Kirchenmaler und beschäftigte ihn immer wieder in seinen Gebäuden, darunter St. Pankratius in Mainz-Hechtsheim, in der Heilig-Kreuz-Kirche in Bad Kreuznach und St. Eligius in Völklingen.

## Werke (Auswahl)

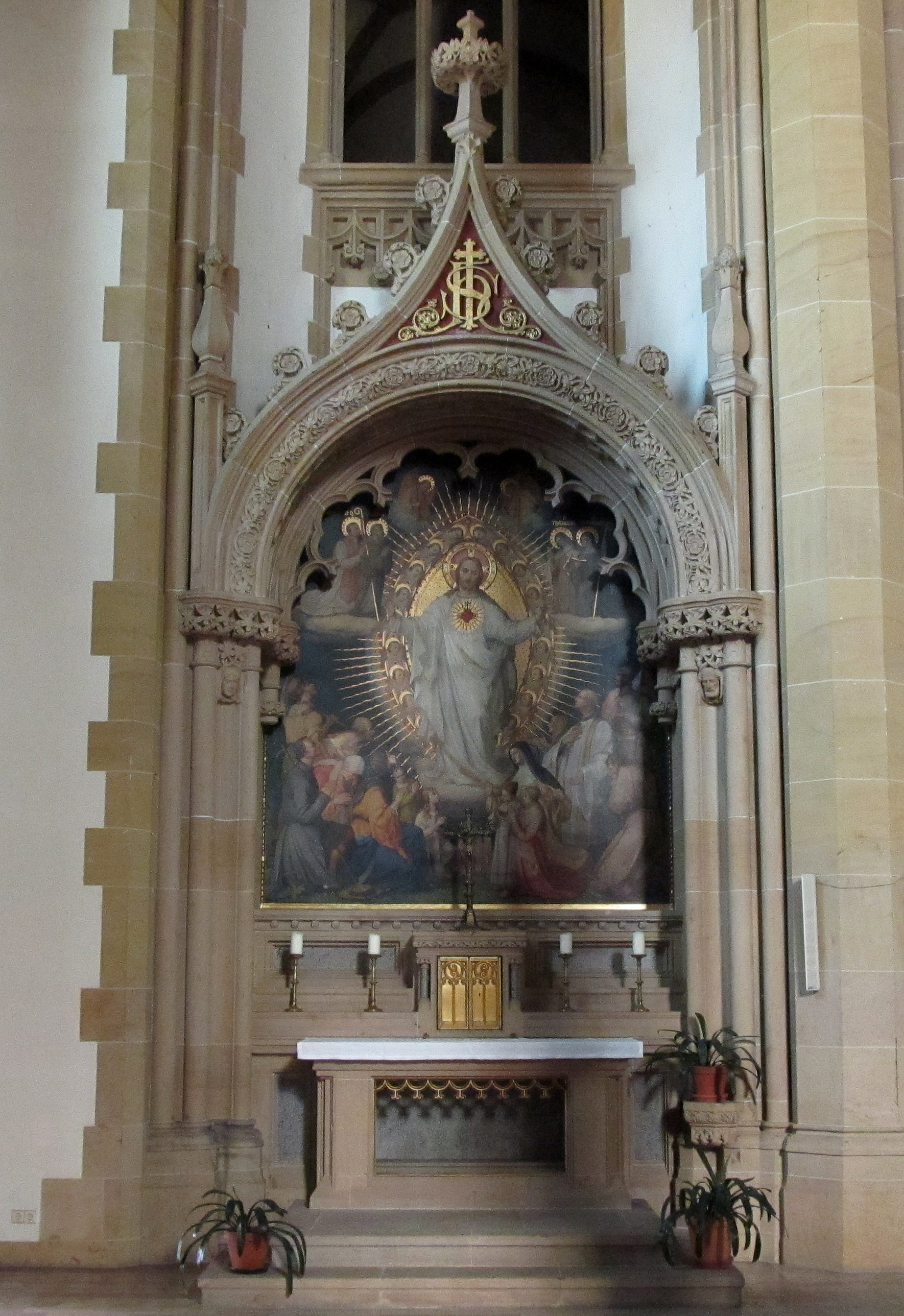
Seitenaltar in St. Joseph, Speyer

- 1880: Bergkirche Laudenbach, Laudenbach, Deckenbilder, Tondi in den Stichkappen der Gewölbe, mehrere Engel in den Spitzbögen und im Hochaltar[6]
- 1881: Mariä Himmelfahrt, Kelheim, Kreuzweg[7]
- 1881–1898: Kloster der barmherzigen Schwestern, Freiburg im Breisgau, Kreuzweg[7]
- 1882: St. Peter, Pfaffenberg, Altarblatt[7]
- 1883: Freiburger Münster, Altarbilder[7]
- 1884: St. Johannes, Dingolfing, Kreuzweg[8]
- 1887: Freiburger Münster, Altarbilder[8]
- 1888: St. Bonifatius, Weißenohe, Deckenbilder[8]
- 1890: St. Lambertus, Wambach, Deckenbilder[9]
- 1891: Freiburger Münster, Altarbilder[9]
- 1892/93: St. Georg, Neustadt an der Waldnaab, Deckenbilder[9]
- 1892/93: St. Bartholomäus, Kraiburg am Inn, Deckenbilder[10]
- 1893: Mariä Himmelfahrt, Furth im Wald, Deckenbilder[10]
- um 1893: Kreuzkirche, Furth im Wald, Deckenbild[10]
- 1893/94: Heilig-Kreuz-Kirche, Großgundertshausen, Deckenbilder[10]
- 1895: Dreifaltigkeitskirche, Nagel, Altarbilder[11]
- 1895: Mariä Himmelfahrt, Rosenthal, Altarblatt, Deckenbild[11]
- 1896: St. Georg, Schlicht, Deckenbilder[11]
- 1897: Mariä Himmelfahrt, Lappersdorf, Altarblatt[11]
- 1898: St. Jakob, Fischbach, Kreuzweg[11]
- 1899: St. Mauritius, Straßburg, Altarbilder[11]
- 1900: Mariä Geburt, Nittenau, Deckenbild[12]
- 1902: Dominikanerkirche, Colmar, Kreuzweg[12]
- 1904: St. Johannes, Bischofsburg, Deckenbilder[12]
- 1904: Mariä Himmelfahrt, Osseltshausen, Kreuzweg[13]
- 1905: Mariä Himmelfahrt/Dreifaltigkeitskirche, Marienwerder, Deckenbild[13]
- 1905: Kloster der ewigen Anbetung, Mainz, Altarbilder[13]
- 1910: St. Bonifatius (zerstört), Mainz, wohl ein Wandbild[13]
- 1911: St. Pankratius, Mainz, Altarbilder[13]
- 1913: St. Jakobus, Ockstadt, Kreuzweg[14]
- 1914: St. Bonifatius, Gießen, Kreuzweg[14]
- 1914: St. Joseph, Speyer, Altarbilder, Wandbilder[15]
- 1915: Herz-Jesu-Kirche, Winnweiler, Altarblatt[15]
- 1915: St. Mauritius, Haustadt, Altarblatt[15]
- 1916: St. Katharina, Scheuern, Altarblatt[16]
- 1920/21: Heilig-Kreuz-Kirche, Bad Kreuznach, Altarbilder[16]
- 1920–1922: St. Eligius, Völklingen, Altarblätter und Kreuzweg[17]